# Microsoma nitida
Microsoma nitida là một loài ruồi trong họ Tachinidae.